# Doreen Massey, Baroness Massey of Darwen

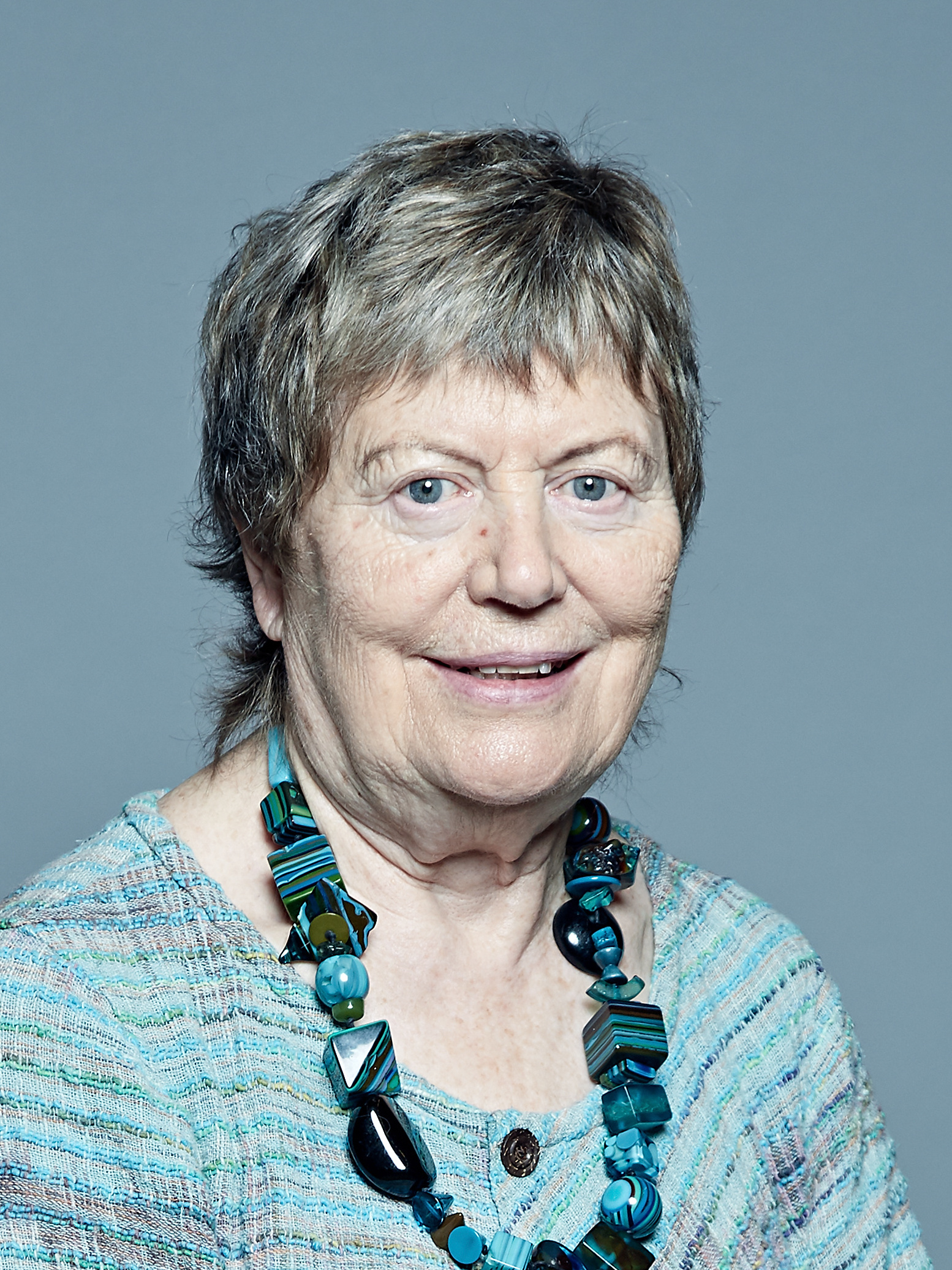
Doreen Massey, Baroness Massey of Darwen, 2018

Doreen Elizabeth Massey, Baroness Massey of Darwen (* 5. September 1938 in England; † 20. April 2024) war eine britische Politikerin, Humanistin, Mitglied der Labour Party und von 1999 bis zu ihrem Tod Mitglied des House of Lords. Ihre Spezialgebiete waren Gesundheitserziehung und Soziales.

## Leben
Doreen Massey studierte an der Universität Birmingham 1961 mit einem Abschluss als Bachelor in Französisch und Literatur. Ein 1962 erworbenes Postgraduate Certificate in Education (PGCE) (postgraduales Zertifikat in Bildung) erlaubte ihr, anfänglich als Lehrerin zu arbeiten. Sie ging 1962 für zwei Jahre nach Gabun, arbeitete von 1967 bis 1969 an der Springside School in Philadelphia, USA, von 1973 bis 1977 in der Pre-School Play Group Association und von 1977 bis 1983 an der Walsingham School im London Borough of Bromley. 1983 wechselte sie für drei Jahre als Beraterin in die Inner London Education Authority. 1985 übernahm sie einen Managerposten in der Health Education Authority, leitete dort das Young People’s Program und blieb dort bis 1987.
Von 1987 bis 1989 arbeitete sie als Direktorin für Bildung in der britischen Family Planning Association, einer wohltätigen Organisation, die Aufklärung und Hilfe rund um das Thema Sexualität und gesundes Sexualverhalten bietet, und übernahm die Position der Direktorin für die gesamte Organisation von 1989 bis 1994. Während dieser Zeit veröffentlichte sie zwei Lehrbücher zum Thema Sexualität. Ein drittes Buch als Nachschlagewerk folgte 1997. Am 26. Juli 1999 wurde sie als Baroness Massey of Darwen, of Darwen in the County of Lancashire, zur Life Peeress erhoben und hatte seitdem einen Sitz im House of Lords inne.
Doreen Massey hatte ab 2002 den Vorsitz in der National Treatment Agency for Substance Misuse (Organisation für Behandlung bei Drogenmissbrauch) inne, die 2001 von der britischen Regierung gegründet worden war, war Mitglied des Advisory Council for Alcohol and Drug Education (Beirat für Alkohol- und Drogenaufklärung), war Präsidentin des Brook Advisory Centres, einer Wohlfahrtsorganisation, die sich um sexuelle Gesundheit von jungen Leuten kümmert, war stellvertretende Präsidentin der Royal Society for Public Health (Königliche Gesellschaft für Gesundheitswesen), saß im Vorstand der UNICEF im Vereinigten Königreich und war bis 2011 Schuldirektorin der Sir James Barrie School in Wandsworth
Massey war Förderin von Tacade, einer wohltätigen Organisation, die sich um die Gesundheit und das Wohlergehen von Kindern kümmert, des Trust for the Study of Adolescence, einer Organisation, die sich mit Fragen der Pubertät beschäftigt, und ab 2011 für die Child Trafficking Unit (Abteilung gegen Kinderhandel) an der Universität von Bedfordshire tätig.
Im Parlament war Doreen Massey für die Labour Party in folgenden All-Party Parliamentary Groups (ähnlich der Parlamentarische Gruppe im Deutschen Bundestag) aktiv:
- Vorsitzende – All-Party Parliamentary Group for Children (seit 2001)
- stellv. Vorsitzende – All-Party Parliamentary Cricket Group
- Sekretärin – All-Party Parliamentary Humanist Group
- Mitglied – All-Party Parliamentary Group on Alcohol Misuse
- Mitglied – All-Party Parliamentary Group for Children’s Media and the Arts
- Mitglied – All-Party Parliamentary Group on Ethics and Sustainability in Fashion
- Mitglied – Intergenerational Futures All-Party Parliamentary Group
- Mitglied – All-Party Parliamentary Opera Group
- Mitglied – All-Party Parliamentary Group on Population, Development and Reproductive Health
- Mitglied – All-Party Parliamentary Group on Sexual and Reproductive Health in the UK
- Mitglied – All-Party Parliamentary Group on Social Tourism

## Werke
- School Sex Education: Why, What and How – A Guide for Teachers. Family Planning Association, London 1991, ISBN 0-903289-45-8 (englisch).
- Sex Education Source Book: Current Issues and Debates. Family Planning Association, London 1994, ISBN 0-903289-76-8 (englisch).
- The Lovers’ Guide Encyclopedia. Bloomsbury Publishing, London 1997, ISBN 0-7475-3260-5 (englisch).